# PZL.44 Wicher
PZL.44 (PZL-44) – prototyp polskiego samolotu pasażerskiego konstrukcji inżyniera Wsiewołoda Jakimiuka, opracowany i wyprodukowany w Państwowych Zakładach Lotniczych w roku 1938.

## Historia
Samolot opracowano na zamówienie polskiego Ministerstwa Komunikacji dla potrzeb polskich linii lotniczych PLL LOT. Projekt opracował inżynier Wsiewołod Jakimiuk (konstruktor między innymi PZL P.11 i PZL P.24), a samolot otrzymał oznaczenie PZL.44 „Wicher”. Wzorowany był na nowoczesnych, zagranicznych konstrukcjach, głównie Douglas DC-2, przy projekcie wykorzystano także doświadczenia uzyskane przy budowie bombowca PZL-37 Łoś. Przewidywano, że prototyp będzie oblatany we wrześniu 1937, a do końca tegoż roku zostaną przeprowadzone kompletne próby i poprawki. Produkcja seryjna miała być rozpoczęta w roku 1938, planowano produkcję przynajmniej prototypu i 10 egzemplarzy. PLL LOT zamówił jednak jedynie 4 egzemplarze, z terminem dostawy na 1940 rok.
Pierwszy raz prototyp PZL.44 wzbił się w powietrze dopiero 20 marca 1938 roku (pilot Bolesław Orliński), a cały cykl prób przeprowadzany w ITL został zakończony w październiku tego samego roku, a więc prawie rok później niż planowano. Po zakończeniu prób samolot na początku listopada poleciał do Paryża, gdzie miał miejsce Salon Aeronautyczny. Pod koniec roku 1938 samolot został przekazany do PLL LOT, by tam przejść próby eksploatacyjne (ze znakami SP-BPJ). Testy te trwały do kwietnia 1939 roku, a maszyna była wykorzystywana do lotów na liniach krajowych. Po próbach tych przedsiębiorstwo PLL LOT rozpoczęło starania odstąpienia od zamówienia, kierując się przede wszystkim niższą ceną samolotów konkurencyjnych. Z uwagi na długi cykl produkcyjny, LOT zakupił jednocześnie w 1938 i 1939 partię 10 samolotów Lockheed L-14H, oferowanych po cenie 340 tys. zł bez silników. Cena pierwszych seryjnych Wichrów miała wynosić 600 tys. zł bez silników (710 tys. zł z silnikami). Powstał na tym tle konflikt między Dowództwem Lotnictwa, nastającym na zamówienie przez LOT samolotów krajowych, a samym PLL LOT, kierującym się względami opłacalności. Przy tym, oceniano, że eksploatacja Wichrów będzie droższa. W kwietniu 1939 władze lotnicze zgodziły się obniżyć cenę seryjnych Wichrów do 372 tys. zł, nie obciążając jej kosztami ogólnozakładowymi. Mimo to, późną wiosną 1939, w porozumieniu z PZL, zajętymi w tym czasie priorytetową produkcją wojskową, PLL LOT zdołał anulować zamówienie. Budowy samolotów seryjnych nie podjęto. 
Ocenia się, że ambitny zamiar władz o wyposażeniu polskich linii lotniczych w samolot własnej konstrukcji, a tym samym decyzja o projektowaniu samolotu Wicher, były błędne. Przede wszystkim na skutek wysokich kosztów opracowania od podstaw całkiem nowego rodzaju samolotu, jego cena przy małych potrzebach ilościowych LOT i budowie niewielkiej serii musiała być znacznie wyższa, niż sprawdzonych już i masowo produkowanych nowoczesnych konstrukcji zagranicznych, przede wszystkim Lockheed L-14H, oferowanego Polsce na korzystnych warunkach wraz z możliwością ewentualnej produkcji licencyjnej. Koszt opracowania i budowy prototypu Wichra sięgnął 2,4 mln złotych. Przy tym, mimo nowoczesnej konstrukcji Wichra, podczas badań w PLL LOT, wyżej oceniono własności eksploatacyjne samolotu L-14H. Poza tym, zlecenie projektowania Wichra odciągnęło zespół konstruktorów PZL pod kierunkiem inż. Jakimiuka od projektowania znacznie bardziej potrzebnych polskiemu lotnictwu wojskowemu nowoczesnych myśliwców, przede wszystkim PZL.50 Jastrząb.

## Służba w lotnictwie
Prototyp PZL.44 był próbnie eksploatowany przez PLL LOT od grudnia 1938. Po wybuchu II wojny światowej, został ewakuowany 1 września 1939 do Lwowa. Uszkodził jednak tam podwozie i został pozostawiony na lotnisku w Skniłowie, po czym zdobyty przez wojska radzieckie. Po wyremontowaniu, miano przeprowadzać jego próby w Moskwie (publikacje rosyjskie jednak tego nie potwierdzają).

## Opis techniczny
Całkowicie metalowy (duralowy) dolnopłat. Podwozie samolotu klasyczne, chowane z kółkiem ogonowym. Kabina mieściła 14 pasażerów i 4 członków załogi. Napęd to dwa silniki gwiazdowe Wright Cyclone GR-1820 G2 o mocy 1000 KM każdy.